# Ali Mabkhout
Ali Ahmed Mabkhout Mohsen Omaran Alhajeri (Abu Dhabi, 5 de outubro de 1990) é um futebolista emiradense que atua como atacante. Atualmente, defende o Al-Jazira e seleção emiratense do qual é o maior artilheiro da historia. 

## Carreira
Ali Mabkhout fez parte do elenco da Seleção Emiratense de Futebol da Copa da Asia de 2015.

## Títulos
Al Jazira
- UAE Pro-League: 2010–11, 2016–17
- Etisalat Emirates Cup: 2010
- UAE President Cup: 2011, 2012

Seleção Emiradense
- Copa das Nações do Golfo Sub-23: 2010
- Medalha de Prata nos Jogos Asiáticos: 2010
- Copa das Nações do Golfo: 2013

### Artilharias
- Copa das Nações do Golfo de 2014 (5 gols)
- Copa da Ásia de 2015 (5 gols)
- UAE Pro-League de 2016–17 (33 gols)